# Ivan Svetlik
Ivan Svetlik, slovenski sociolog, univerzitetni profesor in politik, * 4. september 1950, Srednja Kanomlja.
Diplomiral in magistriral je na ljubljanski Fakulteti za sociologijo, politične vede in novinarstvo (FSPN), kjer je leta 1983 tudi doktoriral z disertacijo Sociološka konceptualizacija brezposelnosti. Dodatno se je usposabljal tudi na Univerzi Warwick in na Švedskem. Od leta 1974 je na sedanji Fakulteti za družbene vede (FDV) zaposlen, od 1994 redni profesor (vmes 1989-91 na Inštitutu za sociologijo). V letih 1983-86 je predsedovalSlovenskemu sociološkemu društvu, 1993-97 je bil 2 mandata dekan FDV, kasneje tudi prorektor (2005-08) in rektor (2013-17) ljubljanske univerze; zdaj je znanstveni svetnik. Bil je predstojnik Centra za proučevanje organizacij in človeških virov na FDV (po njeni združitvi z Inštitutom za sociologijo 1991). Ukvarja se s socialno in kadrovsko problematiko, še posebej z izobraževanjem, zaposlovanjem, upravljanjem človeških virov in znanja, socialno politiko in kakovostjo življenja. V 90. letih dvajsetega stoletja je vodil program prenove šolskega sistema v RS. V vladi Boruta Pahorja (2008-11) je opravljal funkcijo ministra za delo, družino in socialne zadeve. Na državnozborskih volitvah leta 2011 je kandidiral na listi SD.
Leta 2013 je bil izvoljen za rektorja Univerze v Ljubljani, mandat je nastopil 1. oktobra tega leta in ga zaključil 4 leta kasneje. Že leta 2001 mu je Univerza podelila zlato plaketo.
Aktivno sodeluje v Nacionalnem svetu za demokratično spremembo volilnega sistema.